# مقاطعة جاكسون (آيوا)
مقاطعة جاكسون (بالإنجليزية: Jackson County)‏ هي إحدى مقاطعات ولاية آيوا في الولايات المتحدة الأمريكية.